# Embajador de marca

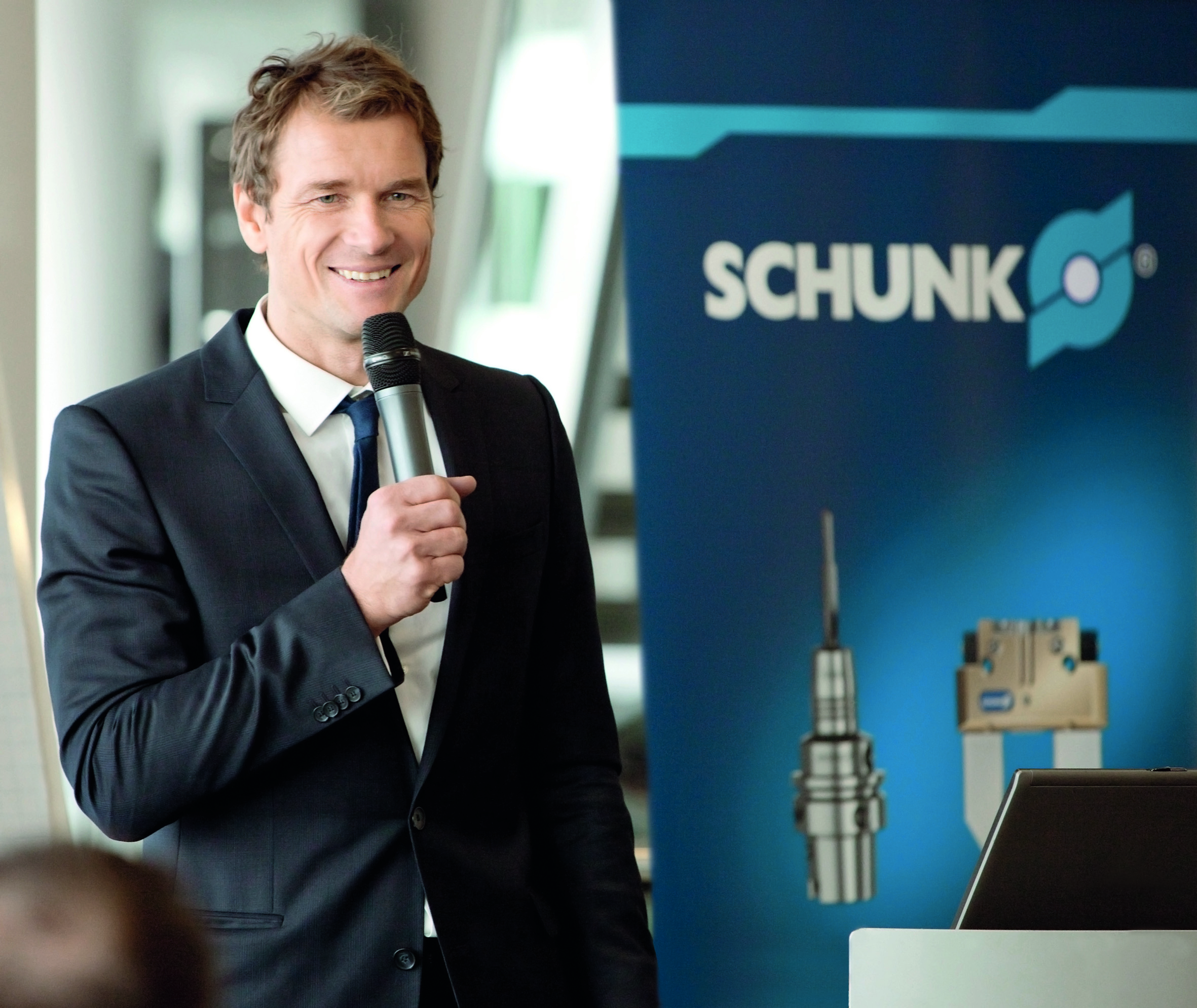
Jens Lehmann como embajador de la marca SCHUNK.

Un embajador de marca (a veces también llamado embajador corporativo) es una persona que es contratada por una organización o empresa para representar una marca de manera positiva y, al hacerlo, ayuda a aumentar el conocimiento de la marca y las ventas. El embajador de marca está destinado a encarnar la identidad corporativa en apariencia, comportamiento, valores y ética. El elemento clave de los embajadores de la marca es su capacidad de utilizar estrategias promocionales que fortalezcan la relación cliente-producto-servicio e influyan en una gran audiencia para comprar y consumir más. Principalmente, un embajador de marca es conocido como un portavoz positivo, un líder de opinión o un influyente de la comunidad, designado como agente interno o externo para impulsar las ventas de productos o servicios y crear conciencia de marca. 

## Aplicación
Hoy, el término embajador de marca se ha expandido más allá de la marca de celebridades a la marca propia o la gestión personal de la marca. Figuras profesionales como embajadores de buena voluntad y sin fines de lucro, modelos promocionales, testimonios y defensores de la marca se han formado como una extensión del mismo concepto, teniendo en cuenta los requisitos de cada empresa.
El término embajador de marca se refiere libremente a un producto que cubre todo tipo de personal de eventos, que varía entre los anfitriones de ferias comerciales, los miembros de promoción de la tienda y los equipos de la calle. El trabajo de un embajador de marca lo realizaba típicamente una celebridad o alguien de una presencia conocida, a quien a menudo se le pagaba considerablemente por su tiempo y esfuerzo. Sin embargo, hoy en día, un embajador de marca puede ser cualquier persona que tenga conocimiento o pueda identificar ciertas necesidades que una marca está buscando. Sin embargo, la industria de la moda solo depende de la clientela de celebridades para seguir siendo embajadores de marca. Además, los embajadores de marca se consideran el vendedor clave de un producto o servicio en oferta. Deben mantenerse bien informados cuando se trata de la marca que representan, debido a su naturaleza de ser la persona a la que recurrir cuando surgen preguntas de los consumidores. El trabajo del embajador de marca es generar resultados a través de herramientas de comunicación, ya sea públicamente, como las redes sociales, o de forma privada, incluidos correos electrónicos, mensajes y otros canales individuales.
Muchas empresas valoran de forma positiva que sus empleados desarrollen su marca personal para que así repercuta provechosamente en la reputación de la compañía. Según Alberto Chinchilla Abadías "es aconsejable que la empresa forme a sus trabajadores y a sus directivos en competencias comunicativas y digitales con el fin de utilizar eficazmente estas tecnologías".